# 14 شوال
- السبت
- الأحد
- الاثنين
- الثلاثاء
- الأربعاء
- الخميس
- الجمعة

- 2929 مارس 2025
- 130 مارس 2025
- 231 مارس 2025
- 31 أبريل 2025
- 42 أبريل 2025
- 53 أبريل 2025
- 64 أبريل 2025
- 75 أبريل 2025
- 86 أبريل 2025
- 97 أبريل 2025
- 108 أبريل 2025
- 119 أبريل 2025
- 1210 أبريل 2025
- 1311 أبريل 2025
- 1412 أبريل 2025
- 1513 أبريل 2025
- 1614 أبريل 2025
- 1715 أبريل 2025
- 1816 أبريل 2025
- 1917 أبريل 2025
- 2018 أبريل 2025
- 2119 أبريل 2025
- 2220 أبريل 2025
- 2321 أبريل 2025
- 2422 أبريل 2025
- 2523 أبريل 2025
- 2624 أبريل 2025
- 2725 أبريل 2025
- 2826 أبريل 2025
- 2927 أبريل 2025
- 3028 أبريل 2025
- 129 أبريل 2025
- 230 أبريل 2025
- 31 مايو 2025
- 42 مايو 2025

14 شوَّال أو 14 شوَّال المُکَرَّم أو 14 شوَّال المكرَّمة أو يوم 14 \ 10 (اليوم الرابع عشر من الشهر العاشر) هو اليوم الثمانون بعد المائتين (280) من أيَّام السنة (أو الحادي والثمانون بعد المائتين لو كان شهر شعبان مُتممًا لليوم الثلاثين أو الثاني والثمانون بعد المائتين لو أتم كلاً من صفر وربيع الآخر وجمادى الآخرة وشعبان ثلاثين يوماً) وفق التقويم الهجري القمري (العربي). يبقى بعده 74 أو 75 يومًا لانتهاء السنة.

## أحداث
- 1139هـ - قوات الدولة العثمانية تتمكن من السيطرة على مدينة أثينا إبان الثورة اليونانية ضد العثمانيين.
- 1328هـ - السلطة الاستعمارية الفرنسية في تونس توقف جريدة جحا الفكاهية التي يصدرها الصحفي بن عيسى بن الشيخ أحمد، والتي هدف منها إلى مقاومة البدع، ودعوة الشباب للتحلي بالأخلاق الحميدة، وكانت تنشر بعض مقالاتها مدعومة بالأزجال الطريفة.
- 1338هـ - اندلاع ثورة العشرين في العراق.
- 1341هـ - المملكة المتحدة تعطل الدستور الفلسطيني بحجة عدم تعاون العرب معها.
- 1352هـ - افتتاح مجمع اللغة العربية رسميًّا بالقاهرة، بعد اختيار مؤسسيه وهم عشرون عضوًا من جهابذة العربية، نصفهم من مصر ونصفهم الآخر يمثلون علماء العرب والمستشرقين.
- 1391هـ - إعلان اتحاد إمارات أبوظبي ودبي والشارقة وعجمان وأم القيوين والفجيرة تحت اسم دولة الإمارات العربية المتحدة، واختيار حاكم إمارة أبوظبي الشيخ زايد بن سلطان آل نهيان رئيسًا لها.
- 1398هـ -
  - الحاكم العسكري الباكستاني ورئيس السلطة التنفيذية الجنرال محمد ضياء الحق يعلن نفسه رئيساً للجمهورية ليصبح بذلك الرئيس السادس لباكستان.
  - ستون ألف قتيل في زلزال في إيران.
- 1405هـ - ملك السعودية فهد بن عبد العزيز آل سعود يستقبل رائد الفضاء العربي المسلم الأول الأمير سلطان بن سلمان بن عبد العزيز لدى وصولة إلى مطار الحوية بالطائف.
- 1409هـ - إسرائيل تعتقل مؤسس حركة حماس الشيخ أحمد ياسين.
- 1411هـ - الأمم المتحدة تتعهد بوضع قوة حفظ سلام في الصحراء الغربية، أطلق عليها "المينورسر"؛ وذلك بناء على قرار مجلس الأمن رقم 690.
- 1414هـ - الكويت تمنع المنقبات من قيادة السيارات.
- 1419هـ - نادي الاتحاد السعودي يفوز بالبطولة السادسة عشرة لأندية أبطال الدوري لكرة القدم بدول مجلس التعاون لدول الخليج العربية.
- 1423هـ - افتتاح مارينا مول في الكويت، وهو من أضخم المشاريع الذي ينفذها القطاع الخاص في الكويت.
- 1427هـ - المحكمة الجنائية العليا في العراق تحكم بإعدام الرئيس العراقي السابق صدام حسين وعواد البندر وبرزان التكريتي شنقًا حتى الموت.
- 1435هـ -
  - تحطّم طائرة خُطوط سپاهان الجويَّة الرحلة 5915 بالقرب من مطار مهرآباد الدولي في طهران ومصرع 38 شخصًا على الأقل.
  - الإعلان عن فوز رجب طيب أردوغان في انتخابات الرئاسة في تركيا في الجولة الأولى بعد أن حصد 51.79% من أصوات الناخبين.
- 1436هـ -
  - تعيين الملا منصور زعيماً لحركة طالبان بعد وفاة الملا عمر قبل بضعة شُهور.
  - اصطدام حافلة تقل معتمرين عمانيين وشاحنة في طريق خريص بالسعودية يودي بمقتل 7 عمانيين على الأقل وإصابة العشرات.
- 1440هـ - وفاة الرئيس المصري المعزول محمد مرسي بعد إصابته بنوبة غيبوبة أثناء جلسسة محاكمته، وتوفي على إثرها عن عمر ناهز 68 عامًا.
- 1443هـ - انتخاب حسن شيخ محمود رئيسًا للصومال بعد الانتخابات غير المباشرة التي أُجريت في البلاد.

## مواليد
- 1024هـ - إبراهيم الأول، سلطان عثماني.
- 1114هـ - شاه ولي الله الدهلوي، مصلح مجدد وداعية إسلامي هندي.
- 1324هـ - رياض السنباطي، ملحن مصري.
- 1327هـ - عز الدين ذو الفقار، مخرج مصري.
- 1367هـ - حمدة خميس، شاعرة بحرينية.
- 1351هـ - فتحي يكن، داعية إسلامي وسياسي لبناني.
- 1354هـ - عبد الحسين الصالحي، مؤرخ ديني إيراني-عراقي.
- 1358هـ -
  - عبد الله أحمد بدوي، رئيس وزراء ماليزيا.
  - كوثر العسال، ممثلة مصرية.
- 1382هـ - وضاح حلوم، ممثل سوري.
- 1384هـ - محمد هنيدي، ممثل مصري.
- 1386هـ - خالد عبد الوهاب الملا، فقيه حنفي عراقي.
- 1390هـ - شكران مرتجى، ممثلة سورية.

## وفيات
- 573 هـ - قطب الدين الراوندي، فقيه مسلم ومحدث.
- 935 هـ - رضي الدين أبو الفضل الغزي، عالم مسلم وأديب شامي.
- 1363 هـ - سليمان بن عطية، فقيه حنبلي وشاعر سعودي.
- 1393 هـ - حسن الهضيبي، قاضٍ ومستشار والمرشد العام الثاني لجماعة الإخوان المسلمين في مصر.
- 1404 هـ - جوهر سالم، ممثل كويتي.
- 1406 هـ - عاصي الرحباني، موسيقار لبناني.
- 1414 هـ - وداد حمدي، ممثلة مصرية.
- 1425 هـ - عبد القادر الأرناؤوط، داعية ومحقق دمشقي من أصل ألباني.
- 1427 هـ - بولنت أجاويد، رئيس وزراء تركيا.
- 1432 هـ - محمد غني حكمت، نحات عراقي.
- 1440 هـ - محمد مرسي، خامس رؤساء جمهورية مصر العربية.
- 1441 هـ - رمضان شلح، سياسي فلسطيني.

## وصلات خارجية
- موقع قصة الإسلام: حدث في شهر شوَّال.